# Nablus
Pronunciação
Nablus ( نابلس em árabe; שכם em hebraico, translit. Shechem  ou Sichem) ou, menos comum, Naplusa (do francês Naplouse) é uma importante cidade da Palestina, na Cisjordânia, com 134.100 habitantes (2006), preponderantemente palestinos. Além de muçulmanos e cristãos, há cerca de 300 samaritanos palestinos. É um centro comercial e cultural palestino.
Situada a aproximadamente 63 quilômetros ao norte de Jerusalém, está em uma posição estratégica, entre o Monte Ebal e o Monte Gerizim, lugares sagrados para diferentes religiões. Nablus foi a primeira capital do Reino de Israel.

## História

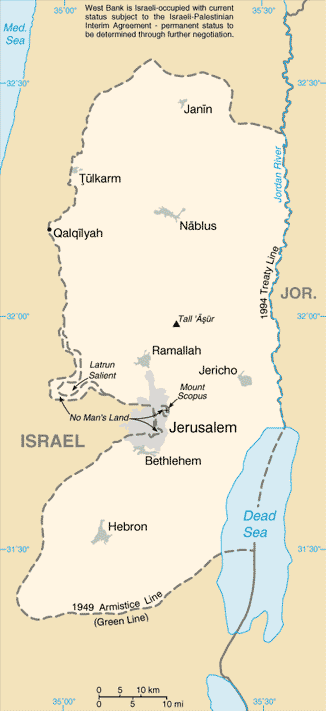
Nablus fica a norte da Cisjordânia

Fundada no ano de 72, pelos romanos, situava-se a cerca de dois quilômetros a leste da antiga cidade bíblica de Siquém, tendo sido nomeada Flávia Neápolis ("nova cidade de Flávio") em homenagem ao imperador Vespasiano (Titus Flavius Vespasianus), fundador da dinastia Flávia.
Em 636, depois de conquistada  pelos árabes, a cidade foi por eles chamada Nablus ( نابلس) transcrição fonética do antigo nome romano.

Os cruzados a chamaram « Naples » (a etimologia de  Nápoles, Itália, é a mesma: Neápolis). A cidade tornou-se um dos centros principais do Reino de Jerusalém até sua destruição pelos cruzados, em 1202. Foi reconstruída pelos árabes.

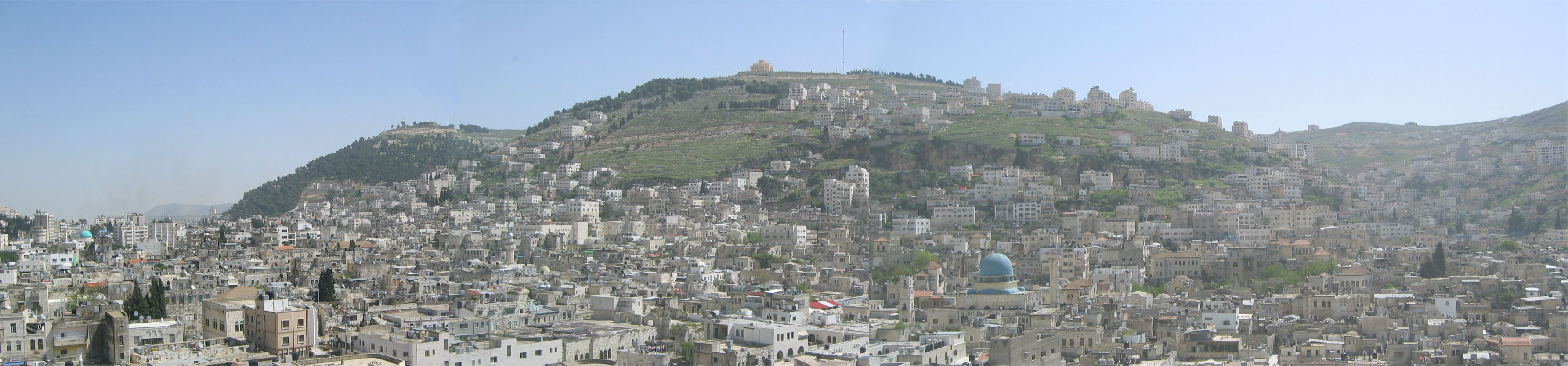
Panorama de Nablus

## Economia
Nablus tem um movimentado centro comercial, com restaurantes e um shopping center . As indústrias tradicionais continuam a operar em Nablus, tais como a produção de sabão, azeite e artesanato . Outras indústrias incluem a produção de móveis, a produção de azulejo, de transformação têxtil e de curtimento de couro . A cidade também é um centro de comércio regional de produtos em feiras. A maioria dessas indústrias estão localizadas na parte antiga da cidade.